# Jacqui McShee
Jacqueline "Jacqui" McShee (Catford, sudeste de Londres; 25 de diciembre de 1943), es una cantante británica.

## Trayectoria
Ha trabajado con el grupo de folk Pentangle desde 1966. Comenzó su carrera como cantante de jazz por los clubes de Londres en los años 60. Tras conocer al guitarrista John Renbourn, fundó con él el grupo Pentangle.
El grupo se estableció rápidamente como unos de los primeros exponentes de la escena folk rock inglesa. Elaboraban una mezcla de melodías folk, rock y jazz que agradó tanto a las audiencias tradicionalistas como a las más modernas.
En 1994, estando disuelta la formación original, formaría el Jaqui McShee's Pentangle, banda con la que sigue tocando hoy en día.
En 1995 colaboró como músico de estudio con Gerry Cornway en Active in the Parish, disco del cantante David Hughes. En 1998 se unió a Ulrich Maske para grabar Frog and the Mouse y The Cat and the Fiddle: dos libros diseñados para enseñar a los niños alemanes el idioma inglés.